# 中国进出口商品交易会
中国进出口商品交易会（英語：China Import and Export Fair），又稱廣州交易會，简称广交会（Canton Fair），舊称中国出口商品交易会，是由商務部和廣東省人民政府聯合主辦，中國對外貿易中心承辦的綜合性國際貿易展會，有「中國第一展」之美譽，也被誉为中国外贸的“风向标”和“晴雨表”。创办于1957年春季，是中国大陆目前规模最大、成交效果最好的國際貿易展會。每年分春、秋两届在中国进出口商品交易会展馆举办。广交会与进博会、消博会、服贸会并称中国国家级四大展会。

## 历史

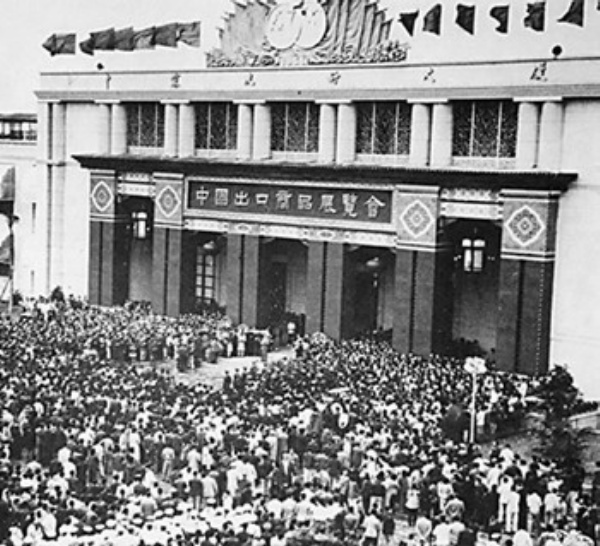
1957年广交会的会址——广州中苏友好大厦

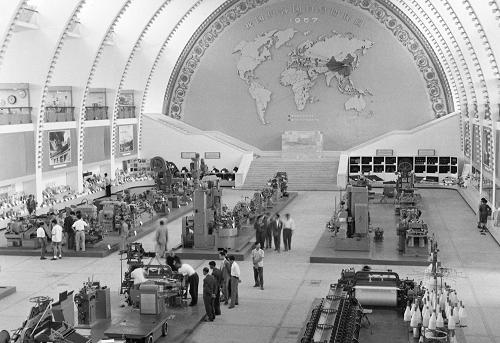
1957年广交会工业样品陈列馆

中华人民共和国成立初期至中苏交恶时期，中国对外贸易的主要目标国为苏联和位于东欧的社会主义国家。而在韓戰爆发后，世界各国逐步加紧对大陸的经济制裁和货物禁运。而為拉攏第三世界國家，中央有關官員認為在廣州舉辦一個全國性商品展覽交流會，計劃予港澳及東南亞、西亞各國商人參會，以拓展與展東南亞貿易，並可籍機爭取瀛外華商、僑商和東南亞各國商人支持 ，並提出「在廣州成立永久性、全國性出口商品樣品館」。
1956年，时任华润集团董事长张平在广州筹办中国出口商品交易会，并于1957年4月25日举办其第一届。在改革开放前，广交会是中国对外贸易的唯一窗口。
2006年10月15日，时任中国总理溫家寶在第100屆廣交會開幕式暨慶祝大會上宣佈，從2007年第101屆開始，廣交會增加進口展區，中国出口商品交易会正式更名為中國進出口商品交易會。2009年，广交会取消了针对中国大陆采购商的“进场”禁令，首次开设了“出口转内销”专场，当年秋季的第106届广交会又首次设立了国内采购中心。
受2019冠状病毒病疫情影响，第127届中国进出口商品交易会（2020年春交会）无法如期在4月中旬举办。4月中旬商务部宣布第127届广交会将于6月15日至24日首次在网上举办。之后的第128届和第129届均在網上舉辦，直到第130届广交会（2021年秋交会）在網上举办的同时恢复线下举办，亦是首次在线上线下融合举办：重点邀请境外机构/企业驻华代表、境内采购商等参会。但不在中国的境外采购商因中国入境政策影响仍无法入境参展。2022年底中国结束动态清零政策后，2023年4月15日开幕的第133届广交会将全面恢复线下展。

## 展期
春交会时间
- 第一期：4月15日-19日
- 第二期：4月23日-27日
- 第三期：5月1日-5日

秋交会时间
- 第一期：10月15日-19日
- 第二期：10月23日-27日
- 第三期：10月31日-11月4日

第130届广交会恢复线下模式开始，展期由以往的三期调整为一期，时间亦调整为5天（2021年10月15日至2021年10月19日）。自第133届广交会起，全面恢复线下模式举行，展期调整回以往的三期。

## 题材
- 第一期：电子及家电、照明、车辆及配件、机械、五金工具、建材、化工产品、能源；
- 第二期：日用消费品、礼品、家居装饰品；
- 第三期：纺织服装、鞋、办公箱包及休闲用品、医药及医疗保健、食品。

## 展馆

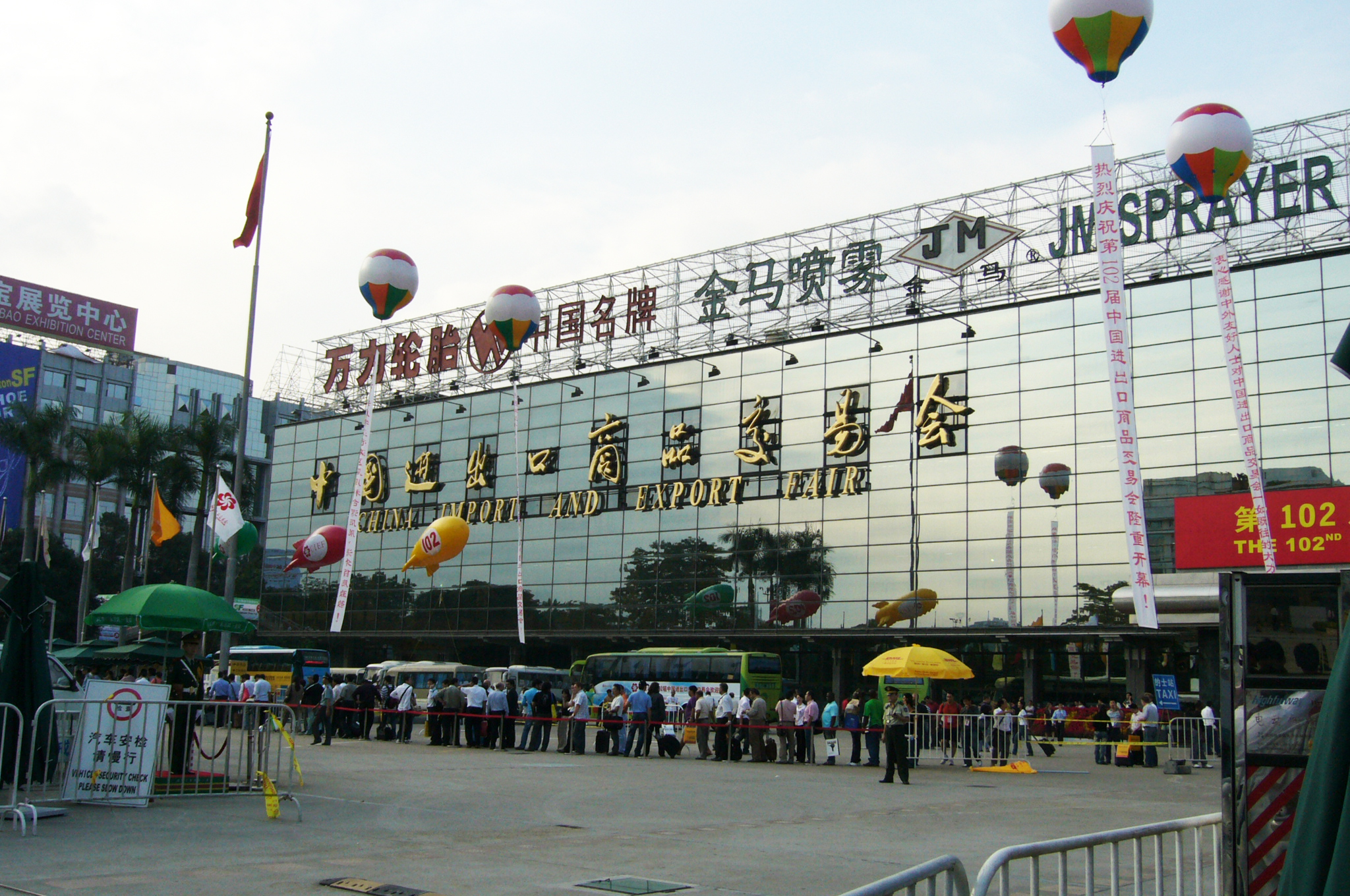
服务广交会超过34年的流花路展馆

历史上，广交会拥有过五个展馆，经历了4次搬迁。
| 届数   | 年份        | 展馆                                       |
| ------ | ----------- | ------------------------------------------ |
| 1-2    | 1957年      | 广州中苏友好大厦                           |
| 3-5    | 1958-1959年 | 中国出口商品陈列馆（侨光馆）               |
| 6-34   | 1959-1973年 | 中国出口商品陈列馆（起义路馆）             |
| 35-103 | 1974-2008年 | 中国出口商品交易会展馆（广州流花展贸中心） |
| 95-    | 2003年至今  | 中国进出口商品交易会展馆                   |

1957年，第一届广交会在广州中苏友好大厦举行（现为流花路展馆5号馆机械大厅）。展馆当时的面积只有1.8万平方米，广交会租用的展出面积约1.4万平方米。
1958年春，第三届广交会迁至侨光路3号新建成的中国出口商品陈列馆举行。时任中国国务院副总理陈毅为新馆题写了“中国出口商品陈列馆”9字。在这里举行了第3至5届广交会。
1959年8月底，第六届广交会迁至海珠广场起义路1号新建成的陈列馆址（现为海印缤缤广场）。该馆从1958年11月1日开始兴建，占地面积1.09万平方米，总建筑面积4.02万平方米，展馆使用面积3.45万平方米，为侨光路陈列馆的2.65倍。由此届广交会开始直至第34届均在此展馆举办，共29届。
1974年4月初，广交会流花路展馆正式落成并举办第35届广交会。当时流花路展馆投资2075万元人民币，占地面积9.95万平方米，建筑面积11.05万平方米，是当时广东省最大的一个单项民用建筑物。展馆正门上方的“中国出口商品交易会”9个金色大字由郭沫若书写，以钢筋水泥制造。
2003年，第94届广交会首次在琶洲广交会展馆设立部分展区，2008年10月第104届广交会起，所有展览移师琶洲展馆举行，两馆并用超过5年（共10届）的历史结束。服务广交会超过34年的流花路展馆正式停用，后改称广州流花展贸中心。

## 主理機構
广交会负责组织、管理和承办的常设机构，于1957年3月成立，时称中国出口商品陈列馆，1968年改为交易会机关。1979年4月，国务院批准将交易会机关改为企业，改名广州对外贸易中心，1988年7月再改为中国对外贸易中心（集团）。2001年3月，中国对外贸易中心（集团）的机关部分改为中国对外贸易中心，作为商务部的直属事业单位。